# Adansonia suarezensis
El baobab de Suárez (Adansonia suarezensis) es una especie en peligro de extinción perteneciente al género Adansonia. Es originario de Madagascar.

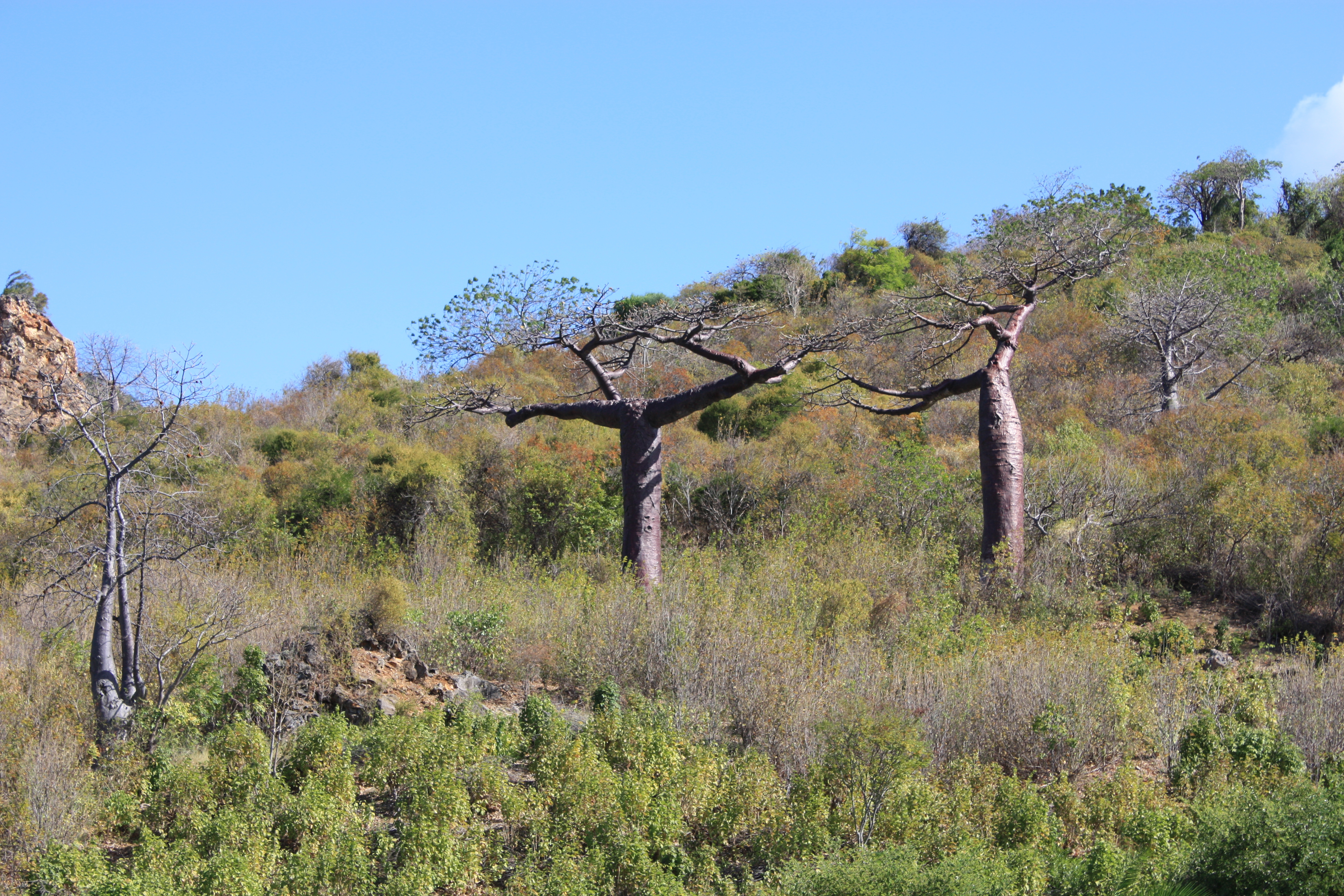
En su hábitat

## Distribución y hábitat
Crece en el oeste y al sur de Madagascar, en terrenos arenosos o arcillosos. Es el más pequeño de los baobabs de Madagascar, alcanza de 4 a 5 m de altura, aunque pueden encontrarse ejemplares de hasta 20 metros de altura. Son gruesos y se estrechan antes de las ramas, dándoles una forma de botella muy especial. La corteza es marrón rojiza. Las hojas son serradas. Es una importante fuente de alimentación para los lémures.

## Taxonomía
Adansonia suarezensis fue descrita por  Joseph Marie Henry Alfred Perrier de la Bâthie y publicado en Notulae Systematicae. Herbier du Museum de Paris 14: 302–303. 1952.
Etimología
Adansonia: nombre científico que honra al sabio francés de origen escocés que describió por primera vez a éste árbol, Michel Adanson (1737-1806), y deriva directamente de su apellido.
suarezensis: epíteto geográfico que alude a su localización en Diego Suárez.